# Australian Open-mesterskabet i damedouble
Australian Open-mesterskabet i damedouble er en tennisturnering, der afholdes én gang årligt som en del af Australian Open. Turneringen afvikles i Melbourne Park i Melbourne, Australien, hvor kampene spilles på hardcourt-baner af typen GreenSet. Australian Open spilles over to uger fra midten af januar og har siden 1987 været den første af de fire grand slam-turneringer i kalenderåret. 
Mesterskabet blev spillet første gang i 1905 under navnet Australasian Championships (Australasiatiske mesterskaber), men først fra 1922 kom damedoublemesterskabet på programmet. I 1927 ændredes turneringens navn til Australian Championships (Australske mesterskaber). Ved begyndelsen af den åbne æra, hvor professionelle spillere også fik lov at deltage, ændredes navnet til Australian Open. Mesterskabet blev ikke spillet i perioden 1916-18 på grund af første verdenskrig og i 1940-45 på grund af anden verdenskrig.
Turneringens termin er blevet ændret flere gange. I 1977 blev den flyttet fra januar til december, hvilket medførte to turneringer i 1977: en i januar og en i december. Og udgaven, der var planlagt afholdt i december 1986, blev flyttet til januar 1987, og derfor blev der ikke spillet Australian Open i kalenderåret 1986.

## Historie
Damedoubleturneringen ved Australian Open er blevet spillet i flere forskellige byer: Brisbane, Adelaide, Sydney og Melbourne, alle i Australien. Begivenheden blev afholdt i en ny by hvert år, indtil Melbourne blev valgt som fast værtsby fra og med 1972, hvorefter turneringen hvert år blev spillet i Kooyong Lawn Tennis Club, indtil den flyttede til Melbourne Park i 1988.
Indtil 1988 var turneringen udelukkende blevet spillet på græsbaner, men i forbindelse med flytningen fra Kooyong til Melbourne Park blev turneringens underlag skiftet til hardcourt-typen Rebound Ace. I 2008 skiftede man imidlertid til en ny hardcourt-type: Plexicushion.
Turneringsreglerne for damedoublemesterskabet er flere gange blevet ændret. Turneringen er dog altid blevet spillet som en cupturnering, og alle kampe er blevet spillet bedst af tre sæt. Fra begyndelsen i 1922 blev alle sæt afgjort med mindst to partiers forskel. Siden 1971 er der imidlertid blevet spillet med tiebreak-afgørelse i de to første sæt, bortset fra i 1980-82, hvor der blev spillet med tiebreak i alle tre sæt. I 2019 indførte arrangørerne et nyt format for afgørelsen på tredje sæt ved stillingen 6-6, idet man indførte en tiebreak til 10 point som afgørelse på sættet.

## Vindere og finalister
| Australasiatiske mesterskaber |                                                                        |                                                          |                                                          |
| År                            | Mester                                                                 | Finalist                                                 | Resultat                                                 |
| 1922                          | Esna Boyd (1) Marjorie Mountain (1)                                    | Floris St. George Gwen Utz                               | 1–6, 6–4, 7–5                                            |
| 1923                          | Esna Boyd (2) Sylvia Lance (1)                                         | Mall Molesworth Beryl Turner                             | 6–1, 6–4                                                 |
| 1924                          | Daphne Akhurst (1) Sylvia Lance (2)                                    | Kathleen Le Messurier Meryl O'Hara Wood                  | 7–5, 6–2                                                 |
| 1925                          | Sylvia Harper (3) Daphne Akhurst (2)                                   | Esna Boyd Kathleen Le Messurier                          | 6–4, 6–3                                                 |
| 1926                          | Meryl O'Hara Wood (1) Esna Boyd (3)                                    | Daphne Akhurst Marjorie Cox                              | 6–3, 6–8, 8–6                                            |
| Australske mesterskaber       |                                                                        |                                                          |                                                          |
| År                            | Mester                                                                 | Finalist                                                 | Resultat                                                 |
| 1927                          | Meryl O'Hara Wood (2) Louie Bickerton (1)                              | Esna Boyd Sylvia Harper                                  | 6–3, 6–3                                                 |
| 1928                          | Daphne Akhurst (3) Esna Boyd (4)                                       | Kathleen Le Messurier Dorothy Weston                     | 6–3, 6–1                                                 |
| 1929                          | Daphne Akhurst (4) Louie Bickerton (2)                                 | Sylvia Harper Meryl O'Hara Wood                          | 6–2, 3–6, 6–2                                            |
| 1930                          | Mall Molesworth (1) Emily Hood (1)                                     | Marjorie Cox Sylvia Harper                               | 6–3, 0–6, 7–5                                            |
| 1931                          | Daphne Cozens (5) Louie Bickerton (3)                                  | Nell Lloyd Gwen Utz                                      | 6–0, 6–4                                                 |
| 1932                          | Coral McInnes Buttsworth (1) Marjorie Cox (1)                          | Kathleen Le Messurier Dorothy Weston                     | 6–2, 6–2                                                 |
| 1933                          | Mall Molesworth (2) Emily Westacott (2)                                | Joan Hartigan Midge Van Ryn                              | 6–3, 6–2                                                 |
| 1934                          | Mall Molesworth (3) Emily Westacott (3)                                | Joan Hartigan Ula Valkenburg                             | 6–8, 6–4, 6–4                                            |
| 1935                          | Evelyn Dearman (1) Nancy Lyle (1)                                      | Louie Bickerton Nell Hopman                              | 6–3, 6–4                                                 |
| 1936                          | Thelma Coyne (1) Nancye Wynne (1)                                      | May Blick Katherine Woodward                             | 6–2, 6–4                                                 |
| 1937                          | Thelma Coyne (2) Nancye Wynne (2)                                      | Nell Hopman Emily Westacott                              | 6–2, 6–2                                                 |
| 1938                          | Thelma Coyne (3) Nancye Wynne (3)                                      | Dodo Bundy Do Workman                                    | 9–7, 6–4                                                 |
| 1939                          | Thelma Coyne (4) Nancye Wynne (4)                                      | May Hardcastle Emily Westacott                           | 7–5, 6–4                                                 |
| 1940                          | Thelma Coyne (5) Nancye Wynne (5)                                      | Joan Hartigan Emily Niemeyer                             | 7–5, 6–2                                                 |
| 1941-45                       | Ingen turneringer pga. anden verdenskrig                               | Ingen turneringer pga. anden verdenskrig                 | Ingen turneringer pga. anden verdenskrig                 |
| 1946                          | Joyce Fitch (1) Mary Beavis (1)                                        | Nancye Bolton Thelma Long                                | 9–7, 6–4                                                 |
| 1947                          | Thelma Long (6) Nancye Bolton (6)                                      | Mary Beavis Joyce Fitch                                  | 6–3, 6–3                                                 |
| 1948                          | Thelma Long (7) Nancye Bolton (7)                                      | Mary Beavis Pat Jones                                    | 6–3, 6–3                                                 |
| 1949                          | Thelma Long (8) Nancye Bolton (8)                                      | Doris Hart Marie Toomey                                  | 6–0, 6–1                                                 |
| 1950                          | Louise Brough (1) Doris Hart (1)                                       | Nancye Bolton Thelma Long                                | 6–2, 2–6, 6–3                                            |
| 1951                          | Thelma Long (9) Nancye Bolton (9)                                      | Joyce Fitch Mary Hawton                                  | 6–2, 6–1                                                 |
| 1952                          | Thelma Long (10) Nancye Bolton (10)                                    | Allison Baker Mary Hawton                                | 6–1, 6–1                                                 |
| 1953                          | Maureen Connolly (1) Julia Sampson (1)                                 | Mary Hawton Beryl Penrose                                | 6–4, 6–2                                                 |
| 1954                          | Mary Hawton (2) Beryl Penrose (1)                                      | Hazel Redick-Smith Julia Wipplinger                      | 6–3, 8–6                                                 |
| 1955                          | Mary Hawton (3) Beryl Penrose (2)                                      | Nell Hopman Gwen Thiele                                  | 7–5, 6–1                                                 |
| 1956                          | Mary Hawton (4) Thelma Long (11)                                       | Mary Carter Beryl Penrose                                | 6–2, 5–7, 9–7                                            |
| 1957                          | Althea Gibson (1) Shirley Fry (1)                                      | Mary Hawton Fay Muller                                   | 6–2, 6–1                                                 |
| 1958                          | Mary Hawton (5) Thelma Long (12)                                       | Lorraine Coghlan Angela Mortimer                         | 7–5, 6–8, 6–2                                            |
| 1959                          | Renee Schuurman (1) Sandra Reynolds (1)                                | Lorraine Coghlan Mary Reitano                            | 7–5, 6–4                                                 |
| 1960                          | Maria Bueno (1) Christine Truman (1)                                   | Lorraine Robinson Margaret Smith                         | 6–2, 5–7, 6–2                                            |
| 1961                          | Mary Reitano (1) Margaret Smith (1)                                    | Mary Hawton Jan Lehane                                   | 6–4, 3–6, 7–5                                            |
| 1962                          | Margaret Smith (2) Robyn Ebbern (1)                                    | Darlene Hard Mary Reitano                                | 6–4, 6–4                                                 |
| 1963                          | Margaret Smith (3) Robyn Ebbern (2)                                    | Jan Lehane Lesley Turner                                 | 6–1, 6–3                                                 |
| 1964                          | Judy Tegart (1) Lesley Turner (1)                                      | Robyn Ebbern Margaret Smith                              | 6–4, 6–4                                                 |
| 1965                          | Margaret Smith (4) Lesley Turner (2)                                   | Robyn Ebbern Billie Jean Moffitt                         | 1–6, 6–2, 6–3                                            |
| 1966                          | Carole Graebner (1) Nancy Richey (1)                                   | Margaret Smith Lesley Turner                             | 6–4, 7–5                                                 |
| 1967                          | Lesley Turner (3) Judy Tegart (2)                                      | Lorraine Robinson Évelyne Terras                         | 6–0, 6–2                                                 |
| 1968                          | Karen Krantzcke (1) Kerry Melville (1)                                 | Judy Tegart Lesley Turner                                | 6–4, 3–6, 6–2                                            |
| Australian Open               |                                                                        |                                                          |                                                          |
| År                            | Mester                                                                 | Finalist                                                 | Resultat                                                 |
| 1969                          | Margaret Court (5) Judy Tegart (3)                                     | Rosie Casals Billie Jean King                            | 6–4, 6–4                                                 |
| 1970                          | Margaret Court (6) Judy Tegart (4)                                     | Karen Krantzcke Kerry Melville                           | 6–3, 6–1                                                 |
| 1971                          | Evonne Goolagong (1) Margaret Court (7)                                | Joy Emerson Lesley Hunt                                  | 6–0, 6–0                                                 |
| 1972                          | Kerry Harris (1) Helen Gourlay (1)                                     | Patricia Coleman Karen Krantzcke                         | 6–0, 6–4                                                 |
| 1973                          | Margaret Court (8) Virginia Wade (1)                                   | Kerry Harris Kerry Melville                              | 6–4, 6–4                                                 |
| 1974                          | Evonne Goolagong (2) Peggy Michel (1)                                  | Kerry Harris Kerry Melville                              | 7–5 6–3                                                  |
| 1975                          | Evonne Goolagong (3) Peggy Michel (2)                                  | Margaret Court Olga Morozova                             | 7–6, 7–6                                                 |
| 1976                          | Evonne Cawley (4) Helen Gourlay (2)                                    | Lesley Bowrey Renáta Tomanová                            | 8–1                                                      |
| 1977 jan.                     | Dianne Fromholtz (1) Helen Gourlay (3)                                 | Kerry Reid Betsy Nagelsen                                | 5–7, 6–1, 7–5                                            |
| 1977 dec.                     | Evonne Cawley (5) Helen Cawley (4) og Mona Guerrant (1) Kerry Reid (2) | -                                                        | Finalen regnede væk                                      |
| 1978                          | Betsy Nagelsen (1) Renáta Tomanová (1)                                 | Naoko Sato Pam Whytcross                                 | 7–5, 6–2                                                 |
| 1979                          | Judy Chaloner (1) Diane Evers (1)                                      | Leanne Harrison Marcella Mesker                          | 6–1, 3–6, 6–0                                            |
| 1980                          | Martina Navratilova (1) Betsy Nagelsen (2)                             | Ann Kiyomura Candy Reynolds                              | 6–4, 6–4                                                 |
| 1981                          | Kathy Jordan (1) Anne Smith (1)                                        | Martina Navratilova Pam Shriver                          | 6–2, 7–5                                                 |
| 1982                          | Martina Navratilova (2) Pam Shriver (1)                                | Claudia Kohde–Kilsch Eva Pfaff                           | 6–4, 6–2                                                 |
| 1983                          | Martina Navratilova (3) Pam Shriver (2)                                | Anne Hobbs Wendy Turnbull                                | 6–4, 6–7, 6–2                                            |
| 1984                          | Martina Navratilova (4) Pam Shriver (3)                                | Claudia Kohde–Kilsch Helena Suková                       | 6–3, 6–4                                                 |
| 1985                          | Martina Navratilova (5) Pam Shriver (4)                                | Claudia Kohde–Kilsch Helena Suková                       | 6–3, 6–4                                                 |
| 1986                          | Ingen turnering. Termin flyttet fra december til januar.               | Ingen turnering. Termin flyttet fra december til januar. | Ingen turnering. Termin flyttet fra december til januar. |
| 1987                          | Martina Navratilova (6) Pam Shriver (5)                                | Zina Garrison Lori McNeil                                | 6–1, 6–0                                                 |
| 1988                          | Martina Navratilova (7) Pam Shriver (6)                                | Chris Evert Wendy Turnbull                               | 6–0, 7–5                                                 |
| 1989                          | Martina Navratilova (8) Pam Shriver (7)                                | Patty Fendick Jill Hetherington                          | 3–6, 6–3, 6–2                                            |
| 1990                          | Jana Novotná (1) Helena Suková (1)                                     | Patty Fendick Mary Joe Fernandez                         | 7–6(5), 7–6(6)                                           |
| 1991                          | Patty Fendick (1) Mary Joe Fernandez (1)                               | Gigi Fernández Jana Novotná                              | 7–6(4), 6–1                                              |
| 1992                          | Arantxa Sánchez Vicario (1) Helena Suková (2)                          | Mary Joe Fernandez Zina Garrison                         | 6–4, 7–6(3)                                              |
| 1993                          | Gigi Fernández (1) Natalija Zvereva (1)                                | Pam Shriver Elizabeth Smylie                             | 6–4, 6–3                                                 |
| 1994                          | Gigi Fernández (2) Natalija Zvereva (2)                                | Patty Fendick Meredith McGrath                           | 6–4, 4–6, 6–4                                            |
| 1995                          | Jana Novotná (2) Arantxa Sánchez Vicario (2)                           | Gigi Fernández Natalija Zvereva                          | 6–3, 6–7(7), 6–4                                         |
| 1996                          | Chanda Rubin (1) Arantxa Sánchez Vicario (3)                           | Lindsay Davenport Mary Joe Fernandez                     | 7–5, 2–6, 6–4                                            |
| 1997                          | Martina Hingis (1) Natalija Zvereva (3)                                | Lindsay Davenport Lisa Raymond                           | 6–2, 6–2                                                 |
| 1998                          | Martina Hingis (2) Mirjana Lučić (1)                                   | Lindsay Davenport Natalija Zvereva                       | 6–4, 2–6, 6–3                                            |
| 1999                          | Martina Hingis (3) Anna Kurnikova (1)                                  | Lindsay Davenport Natalija Zvereva                       | 7–5, 6–3                                                 |
| 2000                          | Lisa Raymond (1) Rennae Stubbs (1)                                     | Martina Hingis Mary Pierce                               | 6–4, 5–7, 6–4                                            |
| 2001                          | Serena Williams (1) Venus Williams (1)                                 | Lindsay Davenport Corina Morariu                         | 6–2, 4–6, 6–4                                            |
| 2002                          | Martina Hingis (4) Anna Kurnikova (2)                                  | Daniela Hantuchová Arantxa Sánchez Vicario               | 6–2, 6–7(7), 6–1                                         |
| 2003                          | Serena Williams (2) Venus Williams (2)                                 | Virginia Ruano Pascual Paola Suárez                      | 4–6, 6–4, 6–3                                            |
| 2004                          | Virginia Ruano Pascual (1) Paola Suárez (1)                            | Svetlana Kuznetsova Jelena Likhovtseva                   | 6–4, 6–3                                                 |
| 2005                          | Svetlana Kuznetsova (1) Alicia Molik (1)                               | Lindsay Davenport Corina Morariu                         | 6–3, 6–4                                                 |
| 2006                          | Yan Zi (1) Zheng Jie (1)                                               | Lisa Raymond Samantha Stosur                             | 2–6, 7–6(7), 6–3                                         |
| 2007                          | Cara Black (1) Liezel Huber (1)                                        | Chan Yung-Jan Chuang Chia-Jung                           | 6–4, 6–7(4), 6–1                                         |
| 2008                          | Alona Bondarenko (1) Kateryna Bondarenko (1)                           | Viktoryja Azaranka Shahar Pe'er                          | 2–6, 6–1, 6–4                                            |
| 2009                          | Serena Williams (3) Venus Williams (3)                                 | Daniela Hantuchová Ai Sugiyama                           | 6–3, 6–3                                                 |
| 2010                          | Serena Williams (4) Venus Williams (4)                                 | Cara Black Liezel Huber                                  | 6–4, 6–3                                                 |
| 2011                          | Gisela Dulko (1) Flavia Pennetta (1)                                   | Viktoryja Azaranka Marija Kirilenko                      | 2–6, 7–5, 6–1                                            |
| 2012                          | Svetlana Kuznetsova (2) Vera Zvonarjova (1)                            | Sara Errani Roberta Vinci                                | 5–7, 6–4, 6–3                                            |
| 2013                          | Sara Errani (1) Roberta Vinci (1)                                      | Ashleigh Barty Casey Dellacqua                           | 6–2, 3–6, 6–2                                            |
| 2014                          | Sara Errani (2) Roberta Vinci (2)                                      | Jekaterina Makarova Jelena Vesnina                       | 6–4, 3–6, 7–5                                            |
| 2015                          | Bethanie Mattek-Sands (1) Lucie Šafářová (1)                           | Chan Yung-Jan Zheng Jie                                  | 6–4, 7–6(5)                                              |
| 2016                          | Martina Hingis (5) Sania Mirza (1)                                     | Andrea Hlaváčková Lucie Hradecká                         | 7–6(1), 6–3                                              |
| 2017                          | Bethanie Mattek-Sands (2) Lucie Šafářová (2)                           | Andrea Hlaváčková Peng Shuai                             | 6–7(4), 6–3, 6–3                                         |
| 2018                          | Tímea Babos (1) Kristina Mladenovic (1)                                | Jekaterina Makarova Jelena Vesnina                       | 6–4, 6–3                                                 |
| 2019                          | Samantha Stosur (1) Zhang Shuai (1)                                    | Tímea Babos Kristina Mladenovic                          | 6–3, 6–4                                                 |
| 2020                          | Tímea Babos (2) Kristina Mladenovic (2)                                | Hsieh Su-Wei Barbora Strýcová                            | 6–2, 6–1                                                 |
| 2021                          | Elise Mertens (1) Aryna Sabalenka (1)                                  | Barbora Krejčíková Kateřina Siniaková                    | 6–2, 6–3                                                 |
| 2022                          | Barbora Krejčíková (1) Kateřina Siniaková (1)                          | Anna Danilina Beatriz Haddad Maia                        | 6–7(3), 6–4, 6–4                                         |
| 2023                          | Barbora Krejčíková (2) Kateřina Siniaková (2)                          | Shuko Aoyama Ena Shibahara                               | 6–4, 6–3                                                 |
| 2024                          | Hsieh Su-Wei (1) Elise Mertens (2)                                     | Ljudmyla Kitjenok Jeļena Ostapenko                       | 6–1, 7–5                                                 |
| 2025                          | Kateřina Siniaková (3) Taylor Townsend (1)                             | Hsieh Su-Wei Jeļena Ostapenko                            | 6–2, 6–7(4), 6–3                                         |

## Statistik

### Spillere med flest titler
| Spiller                 | Amatør-æra | Åben æra | Total | Vinderår                                                               |
| ----------------------- | ---------- | -------- | ----- | ---------------------------------------------------------------------- |
| Thelma Coyne Long       | 12         | -        | 12    | 1936, 1937, 1938, 1939, 1940, 1947, 1948, 1949, 1951, 1952, 1956, 1958 |
| Nancye Wynne Bolton     | 10         | -        | 10    | 1936, 1937, 1938, 1939, 1940, 1947, 1948, 1949, 1951, 1952             |
| Margaret Smith Court    | 4          | 4        | 8     | 1961, 1962, 1963, 1965, 1969, 1970, 1971, 1973                         |
| Martina Navratilova     | -          | 8        | 8     | 1980, 1982, 1983, 1984, 1985, 1987, 1988, 1989                         |
| Pam Shriver             | -          | 7        | 7     | 1982, 1983, 1984, 1985, 1987, 1988, 1989                               |
| Daphne Akhurst Cozens   | 5          | -        | 5     | 1924, 1925, 1928, 1929, 1931                                           |
| Mary Beavis Hawton      | 5          | -        | 5     | 1946, 1954, 1955, 1956, 1958                                           |
| Evonne Goolagong Cawley | -          | 5        | 5     | 1971, 1974, 1975, 1976, 1977 dec.                                      |
| Martina Hingis          | -          | 5        | 5     | 1997, 1998, 1999, 2002, 2016                                           |
| Esna Boyd               | 4          | -        | 4     | 1922, 1923, 1926, 1928                                                 |
| Judy Tegart             | 2          | 2        | 4     | 1964, 1967, 1969, 1970                                                 |
| Helen Gourlay Cawley    | -          | 4        | 4     | 1972, 1976, 1977 jan., 1977 dec.                                       |
| Serena Williams         | -          | 4        | 4     | 2001, 2003, 2009, 2010                                                 |
| Venus Williams          | -          | 4        | 4     | 2001, 2003, 2009, 2010                                                 |
| Sylvia Lance Harper     | 3          | -        | 3     | 1923, 1924, 1925                                                       |
| Louie Bickerton         | 3          | -        | 3     | 1927, 1929, 1931                                                       |
| Mall Molesworth         | 3          | -        | 3     | 1930, 1933, 1934                                                       |
| Emily Westacott         | 3          | -        | 3     | 1930, 1933, 1934                                                       |
| Lesley Turner           | 3          | -        | 3     | 1964, 1965, 1967                                                       |
| Arantxa Sánchez Vicario | -          | 3        | 3     | 1992, 1995, 1996                                                       |
| Natalija Zvereva        | -          | 3        | 3     | 1993, 1994, 1997                                                       |
| Kateřina Siniaková      | -          | 3        | 3     | 2022, 2023, 2025                                                       |

### Rekorder
Tekst mangler, hjælp os med at skrive teksten